# Sonata per a piano núm. 2 (Beethoven)
La Sonata per a piano núm. 2 en la major, op. 2 núm. 2, és la segona de les tres Sonates op. 2 (amb la núm. 1 i la núm. 3) de Ludwig van Beethoven que va dedicar al seu mestre Franz Joseph Haydn. Dura aproximadament uns 22 minuts. D'ella, Tovey opina que és impecable en l'execució i totalment fora de l'abast de Haydn i Mozart en el pensament harmònic i dramàtic, excepte en el '"Finale".

## Moviments
La Sonata op. 2, núm. 2, consta de quatre moviments:
- Allegro vivace
- Largo appassionato
- Scherzo: Allegretto
- Rondo: grazioso

### I. Allegro vivace
El primer moviment és un allegro en forma sonata. El segon tema de l'exposició conté alguna modulacions complexes i una part important del desenvolupament es troba en la tonalitat de fa major, que es troba en relació de terceres amb la tònica, la major. Es troba a més en el desenvolupament una bella però difícil secció canònica. Després de la reexposició, el moviment finalitza de manera tranquil·la i sense codes.

### II. Largo appassionato
El Largo en la subdominant, re major, una de les poques ocasions en què Beethoven utilitza aquesta indicació. Es tracta d'un rondó amb una tornada que executa un baix stacatto en contrast amb els acords lírics.

### III. Scherzo: Allegretto
Un Scherzo breu i graciós en la major, el primer a ser indicat com a tal en la seva sèrie de 32 sonates, que conté un trio central en la menor.

### IV. Rondo: grazioso
En el darrer moviment, Beethoven aplica alguns procediments de la forma sonata al format del rondó tradicional. L'estructura general és ABACAB'AC'A. És un rondó bell, líric. En cada entrada, els arpegis que obren el moviment i es repeteixen (tornada) es tornen més elaborats. La secció C és de caràcter agitat i tempestuós, a l'estil Sturm und Drang. L'obra finalitza amb una simple successió de dos acords de sèptima i primera en el registre més greu i en piano (p).